# Gavius Bassus
Gavius Bassus – rzymski gramatyk i filolog z czasów Cycerona, autor dzieła De origine vocabulorum (O pochodzeniu wyrazów).